# Teracotona melanocera
Teracotona melanocera là một loài bướm đêm thuộc phân họ Arctiinae, họ Erebidae.